# Record World
Record World était un magazine américain consacré à la musique, et l'un des trois principaux éditeurs de classements musicaux avec Billboard et Cash Box. Fondé en 1946 sous le titre Music Vendor, il est rebaptisé Record World en 1964 et disparaît en avril 1982.